# Antony Peña
Antony Matt Peña Ruiz (* 6. června 1990) je venezuelský zápasník – judista.

## Sportovní kariéra
S judem začínal v obci Miranda ve státě Carabobo pod vedením svého otce Noela Peñi. Ve venezuelské mužské reprezentaci se pohybuje od roku 2009 v polotěžké váze do 100 kg. V roce 2012 a 2016 se olympijské hry nekvalifikoval.

## Výsledky
| Turnaj                  | 2009           | 2010           | 2011           | 2012           | 2013           | 2014           | 2015           | 2016           | 2017           | 2018 |
| Turnaj                  | 19             | 20             | 21             | 22             | 23             | 24             | 25             | 26             | 27             | 28   |
| Turnaj                  | polotěžká váha | polotěžká váha | polotěžká váha | polotěžká váha | polotěžká váha | polotěžká váha | polotěžká váha | polotěžká váha | polotěžká váha |      |
| ----------------------- | -------------- | -------------- | -------------- | -------------- | -------------- | -------------- | -------------- | -------------- | -------------- | ---- |
| Olympijské hry          |                |                |                | —              |                |                |                | —              |                |      |
| Mistrovství světa       | —              | —              | —              |                | —              | úč.            | úč.            |                | —              | —    |
| Panamerické hry         |                |                | —              |                |                |                | 5.             |                |                |      |
| Panamerické mistrovství | úč.            | 7.             | —              | 5.             | —              | 7.             | —              | úč.            | —              | úč.  |
| Jihoamerické hry        |                | 3.             |                |                |                | 3.             |                |                |                | 5.   |
| Středoamerické a k. hry |                | 3.             |                |                |                | —              |                |                |                | 3.   |
| Bolívarské hry          | 1.             |                |                |                | —              |                |                |                | 2.             |      |